# Susann McDonald
Pour les articles homonymes, voir McDonald.
Susann McDonald est une harpiste et pédagogue américaine née le 26 mai 1935 à Rock Island (Illinois) et morte le 29 mai 2025.

## Biographie
Susann McDonald naît le 26 mai 1935 à Rock Island (Illinois),.
Elle commence à étudier la harpe à l'âge de six ans puis travaille avec Marcel Grandjany à New York en 1948 et Marie Ludwig à Chicago entre 1948 et 1952. Elle se perfectionne ensuite auprès d'Henriette Renié à Paris, en privé ainsi qu'à l'École normale de musique, puis étudie au Conservatoire de Paris avec Lily Laskine.
En 1955, elle devient la première Américaine à obtenir un premier prix de harpe au Conservatoire,.
En 1959, Susann McDonald est lauréate d'un 2e prix au Concours international de harpe en Israël.
Depuis lors, elle mène une carrière internationale de concertiste et récitaliste ; « virtuose remarquable, elle entretient un vaste répertoire, qui s'étend de la musique ancienne aux partitions contemporaines ».
À l'Université d'Arizona, elle est artiste-résidente entre 1963 et 1970 puis professeur associé de 1970 à 1981.
Comme pédagogue, elle est également maître de conférences à l'Université de Californie du Sud à Los Angeles de 1966 à 1981 et succède à Marcel Grandjany à la tête du département de harpe de la  Juilliard School, entre 1975 et 1985.
À partir de 1981, Susann McDonald est directrice artistique du Congrès mondial de la harpe et prend la direction du département de harpe de l'École de musique (en) de l'Université de l'Indiana à Bloomington, où elle est nommée « Distinguished Professor of Music » en 1989,.
En 1989, elle fonde le Concours international de harpe des États-Unis (en), triennal, dont elle est directrice musicale,.
Personnalité reconnue de la harpe tant aux États-Unis qu'au niveau international, elle meurt le 29 mai 2025 à l'âge de 90 ans.